# Salaheddine Bassir
Salaheddine Bassir (Casablanca, Marruecos, 5 de septiembre de 1972) es un exfutbolista marroquí que se desempeñaba como delantero.
Participó con la Selección de Fútbol de Marruecos en las Copas Mundo de Estados Unidos 1994 y Francia 1998.

## Clubes
| Club                         | País           | Año       |
| ---------------------------- | -------------- | --------- |
| Raja Casablanca              | Marruecos      | 1990-1995 |
| Al-Hilal                     | Arabia Saudita | 1995-1997 |
| R. C. Deportivo de La Coruña | España         | 1997-2001 |
| Lille O. S. C.               | Francia        | 2001-2002 |
| Aris Salónica F. C.          | Grecia         | 2002-2003 |
| Raja Casablanca              | Marruecos      | 2003-2005 |

## Palmarés

### Campeonatos nacionales
| Título                  | Club                   | País      | Año  |
| ----------------------- | ---------------------- | --------- | ---- |
| Liga marroquí de fútbol | Raja Casablanca        | Marruecos | 1996 |
| Copa del Trono          | Raja Casablanca        | Marruecos | 1996 |
| Liga marroquí de fútbol | Raja Casablanca        | Marruecos | 2004 |
| Copa del Trono          | Raja Casablanca        | Marruecos | 2005 |
| Liga de España          | Deportivo de La Coruña | España    | 2000 |
| Supercopa de España     | Deportivo de La Coruña | España    | 2000 |